# 阪神尼崎海岸線
尼崎海岸線（あまがさきかいがんせん）は、かつて兵庫県尼崎市の出屋敷から東浜までを結んでいた阪神電気鉄道の鉄道路線。「海岸線」と呼称している文献もある。また東浜まで路線があった頃は「東浜線」と呼称していたこともあった。

## 概要
1929年（昭和4年）4月に開業。尼崎臨海工業地帯への足として運行。
全線単線ながら、軌道敷は複線分確保されていた。車両は当初阪神本線の車両が入っていたが、3011形に始まる大型車の導入により1950年代後半にそれまで当線で使われていた両運転台の701形が他車に先駆け廃車の対象となったことから、国道線の71形がパンタグラフ取り付けや尾灯の取り換えなど小規模改造の上投入され、廃線まで走った。
尼崎海岸線のルートには2020年現在、阪神バスが「西宮尼崎線」「尼崎スポーツの森線」、同「尼崎市内線」の〔85番〕を運行しているが、いずれも高洲までで（以遠は別方向へ向かう）本数も僅少となる。かつては旧東浜駅付近に尼崎市営バスが運行されていた。

### 路線データ
- 路線距離（営業キロ）：1.7km
- 軌間：1435mm
- 駅数：3駅（起終点駅含む）
- 複線区間：無し（全線単線）
- 電化区間：全線電化（直流600V）

## 歴史
- 1929年（昭和4年）4月14日 出屋敷 - 東浜間開業
- 1951年（昭和26年）7月19日 高洲 - 東浜間休止
- 1960年（昭和35年）4月15日 高洲 - 東浜間正式廃止
- 1962年（昭和37年）12月1日 出屋敷 - 高洲間廃止

### 今津出屋敷線

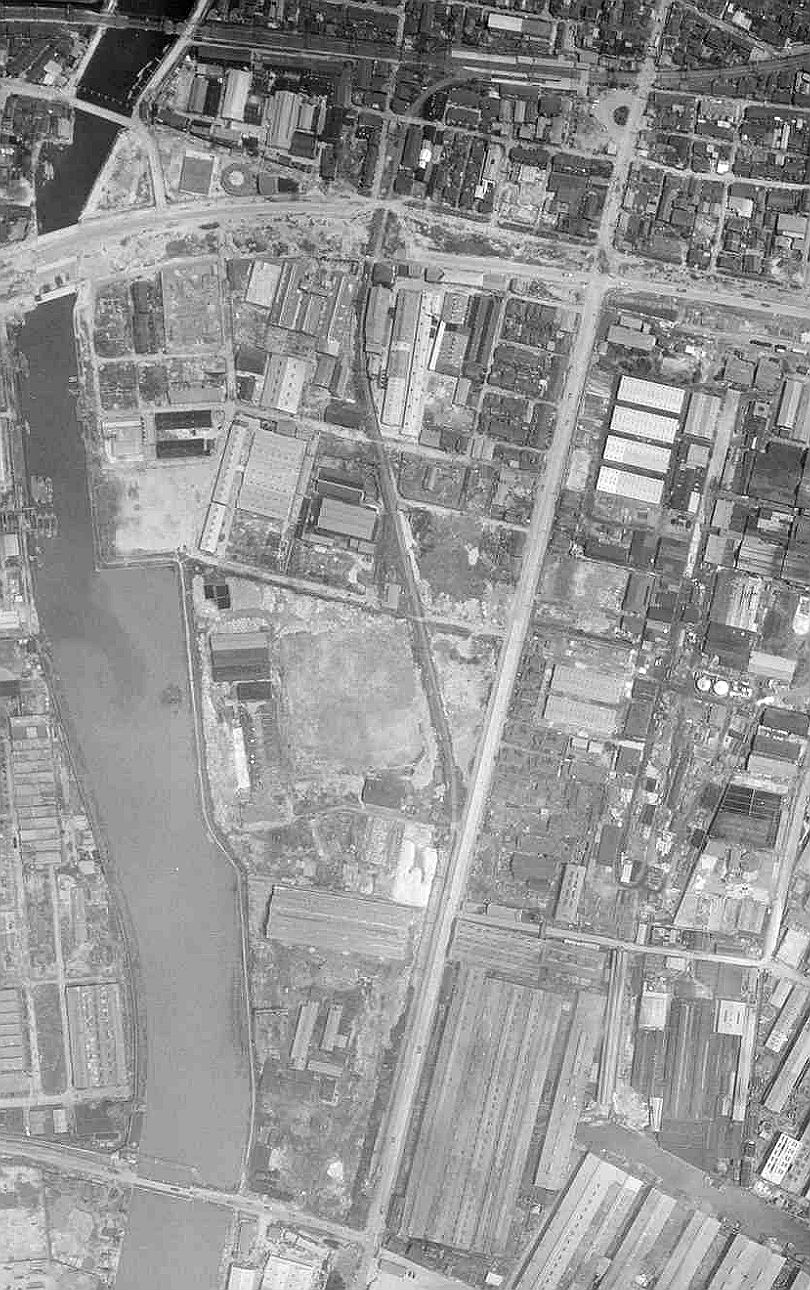
1961年・尼崎海岸線付近　路線は出屋敷駅（画像上）より急カーブを経て建設中の国道43号を横断、画像中央の工業地域を南下し出屋敷線の西側を並行、臨港線との三差路（画像下）手前で、当時の終点・高洲駅に至る。　国土地理院 地図・空中写真閲覧サービスを基に作成

尼崎海岸線は、本来「今津出屋敷線」の一部として計画されたものである。阪急今津線の開業に刺激され、自社沿線防衛のため特許を出願し、受理されたものである。当時、阪神急行電鉄（阪急）は今津から南進して浜手回りで阪神尼崎に向かい、そこから阪急塚口・阪急伊丹を抜け、宝塚へ向かう計画を立て、特許を出願していた。
結局阪神本線を境に、以北は阪急、以南は阪神に特許が降りて阪神の防衛策は一応成功した。引き続き阪神は臨港地区の工業地域化に伴う輸送手段として尼崎側から建設に着手。阪神の発電所が隣接する東浜までが全線専用軌道で開業、これとは別に甲子園線の、浜甲子園から中津浜までの区間が専用軌道で建設された。出屋敷からの路線は終点の東浜から、また一説では途中の高洲から別れ、前大浜（尼崎市西南部）、浜甲子園、中津浜を経て今津に向かう予定であったが、結局上記以外の区間が建設されることはなかった。戦時中、鳴尾浜付近の路線予定地は軍部に接収され飛行場となり甲子園線浜甲子園 - 中津浜間も休止となるが、武庫川線が建設されたことに伴いこれと連絡することとなり、武庫川線の終点洲先（ただし、位置は現在の武庫川団地前駅に相当） - 前大浜間が新規に特許され、河口近くに橋脚が建設されたが直ちに終戦を迎えたため、工事は中断された。戦後は沿線の地盤沈下による浸水被害のため、高洲 - 東浜間0.7kmが運休となり、僅か一駅間だけの路線となる。
その後も東浜までの復活は見送られ、阪神側も「今津出屋敷線」の計画そのものを見直すこととなったのか、1960年（昭和35年）4月、今津 - 中津浜間の特許を失効させ、高洲 - 東浜間も正式に廃止した。そして1962年（昭和37年）12月、第二阪神国道建設工事に際し、立体化してまで運行するほどの路線でないと判断。そのまま全線廃止された。廃止補償として臨時駅として開設されていた阪神本線の尼崎センタープール前駅を常設駅とする工事が行われた。なお、「今津出屋敷線」の未成残存区間は1970年（昭和45年）11月に特許を失効。甲子園線の一部として戦前運行され、戦後運休中だった中津浜 - 浜甲子園間も1973年（昭和48年）9月に正式廃止。「今津出屋敷線」は完全に未成線となった。それ以降も、武庫川には武庫川団地前駅の南側に西宮市側のみ建設途中の橋脚が残されていたが、1980年代後半に撤去された。
なお、阪神バス（阪神電鉄直営のバス→子会社の阪神バス）が長らく今津出屋敷線のやや北側を通るように阪神西宮 - 今津 - 浜甲子園 - 阪神甲子園 - 東鳴尾 - 出屋敷 - 阪神尼崎間でバスを運行していたが、2019年3月23日をもって東半分の阪神甲子園 - 出屋敷間は運行休止となった。

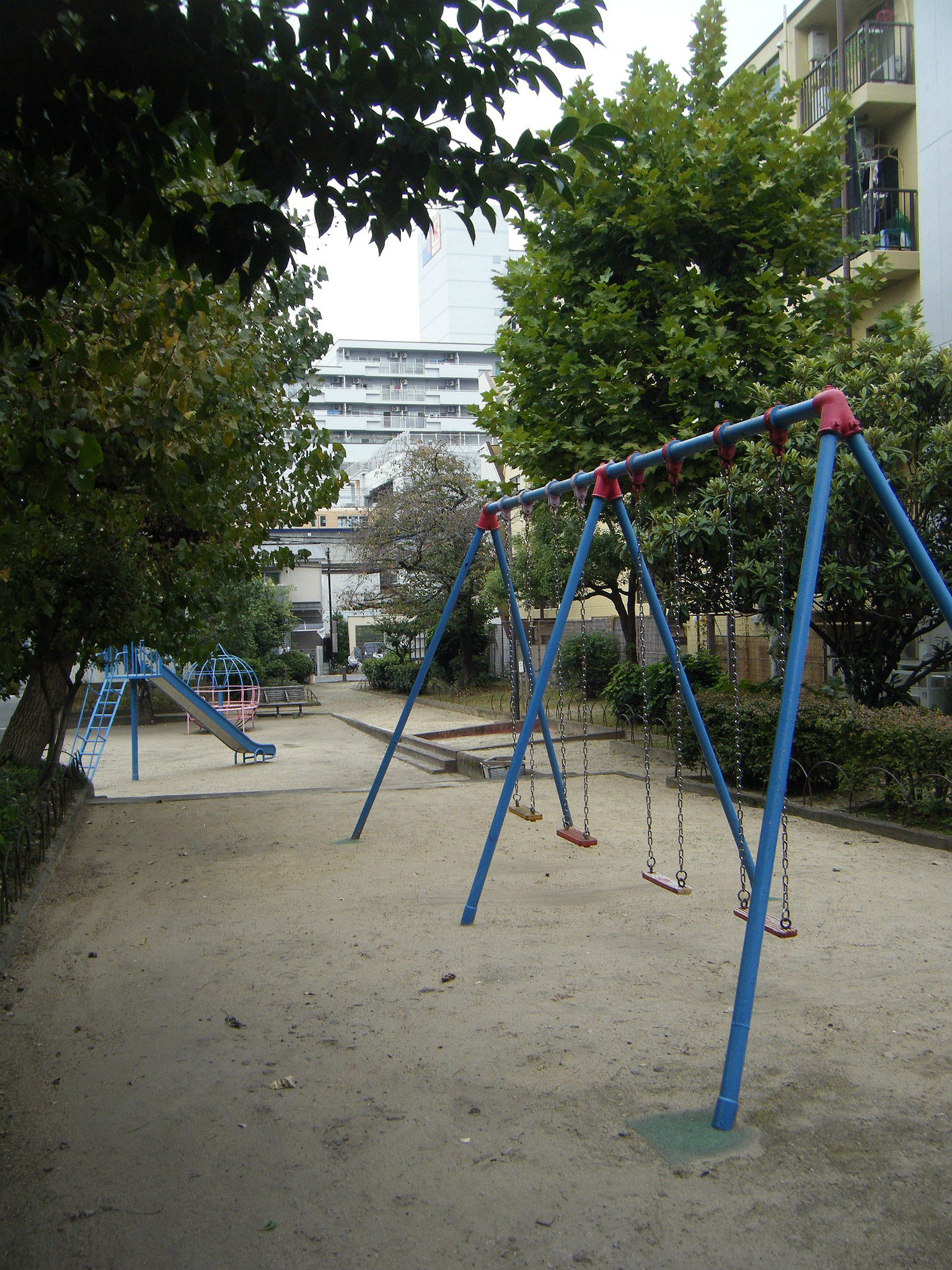
出屋敷駅南にある軌道跡の公園　奥の高架が出屋敷駅、手前に国道43号がある。
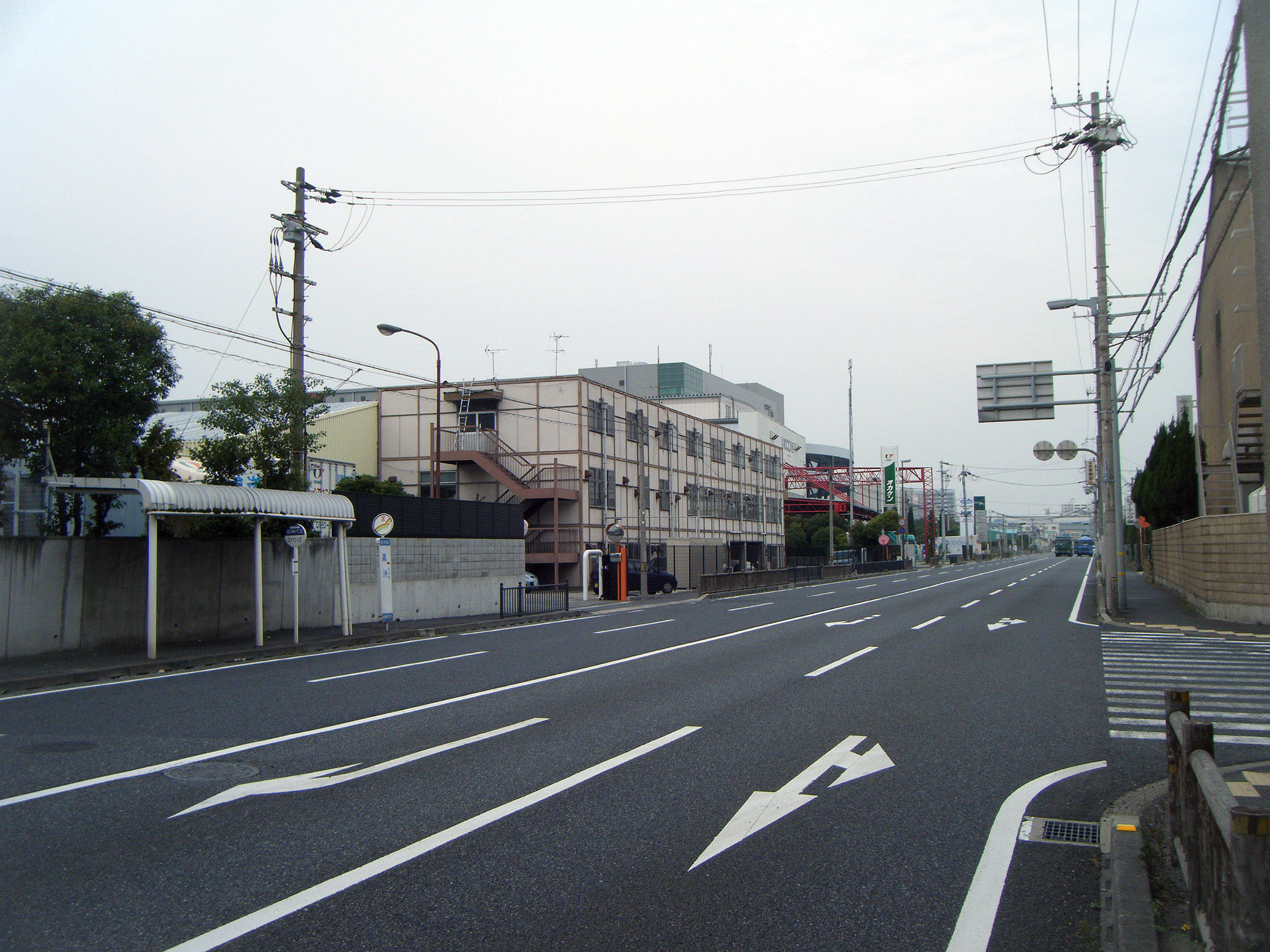
旧高洲駅付近の道路（出屋敷線）　阪神バス、尼崎市バス（現・尼崎市内線）の停留所がある（2015年撮影）。

## 駅一覧
出屋敷駅 - 高洲駅 - 東浜駅

### 接続路線
- 出屋敷駅：阪神本線